# スチーブン合成
スチーブン合成 (Stephen synthesis) あるいは スチーブンアルデヒド合成 (Stephen aldehyde synthesis) とは、有機化学における合成反応のひとつ。塩酸酸性下、ニトリルに塩化スズ(II)を作用させ、加水分解後にアルデヒドを得る手法。イギリスの化学者 Henry Stephen により開発された。
上式の通り、ニトリルと塩化スズ(II)からまず塩化イミニウムが生じる。これを加水分解するとアルデヒドに変わる。

## Sonn-Müller 法
同様の反応として、二級アミドに五塩化リンやリン酸トリクロリドなどを作用させてイミド酸塩化物とし、これを塩化スズ(II)で還元してイミニウムとする手法がある。これは報告者にちなんで Sonn-Müller 法と呼ばれる。
Ar-C(=O)-NHR + PCl5 → Ar-C(-Cl)=NR
Ar-C(-Cl)=NR + SnCl2 → Ar-CH=N+HR